# 貴金属

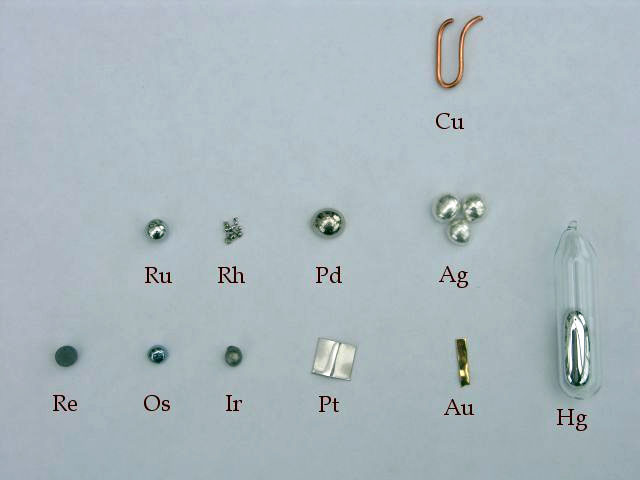
貴金属元素のサンプル

貴金属（ききんぞく）は、金属のうち化合物をつくりにくく希少性のある金属の総称。
英語ではprecious metalまたはnoble metalといい、precious metalは希少な金属、noble metalはイオン化（酸化）しにくい性質を持つ金属をいう。なお、貴金属の対義語は卑金属である。

## 定義
化合物をつくりにくく希少性のある金属という条件を満たす元素は、金 (Au)、銀 (Ag)、白金 (Pt)、パラジウム (Pd)、ロジウム (Rh)、イリジウム (Ir)、ルテニウム (Ru)、オスミウム (Os) の8つであり、これらを一般に貴金属元素という。電気化学では銀よりも単極電位の大きい元素のことであり以上の8元素と同じである。
また、貴金属(noble metal)は「標準水素電極と比較して高い正極電位をもつ金属」と定義されることがある。この場合、相対的にイオン化しにくいほうを「貴」といい、例えば亜鉛 (Zn) との比較で銅 (Cu) は貴（貴金属）とされる。

## 性質

### 金・銀・白金
周期表の金、銀、白金は化学的、物理的、機械的に似た性質を有する。金、銀、白金はいずれも、色が美しく、加工が容易、室温で変色しない（銀を除く）という三要素をもち工芸品や宝飾品に用いられている。

### 白金族元素
ルテニウム、ロジウム、パラジウム、オスミウム、イリジウム、白金の6つの元素を白金族（白金族元素、Platinum Group Metals: PGM）という。
いずれも融点が高い。また、モース硬度は白金が4.3、パラジウムが4.8で加工が容易であるものの、他の金属は硬い金属である。色はオスミウムが青味を帯びた灰色、ルテニウムが黒又は銀白色であるほかは、銀白色を呈した金属である。
金や銀が反応不活性なのに対し、白金族の6元素は特異的な反応を示すことが知られており高い触媒活性を持つ。

## ジュエリーと貴金属

### 用途
8種の貴金属のうち、金 (Au)、銀 (Ag)、白金 (プラチナ、Pt）はジュエリーの主材料となる。また、パラジウム（Pd）、イリジウム（Ir）、ルテニウム（Ru）は、品位、硬さや加工性、色調などを調整するための割金（わりがね）としてジュエリーの素材に用いる。さらにロジウム（Rh）は、めっきの素材として利用されている。

### ジュエリー用貴金属合金
貴金属合金の中の主たる金属の純度を品位（含有率）といい、貴金属の品位は国際標準規格や日本産業規格などの品位区分による（ISO9202、JIS-H6309など）。